# Sałata dębolistna
Sałata dębolistna (Lactuca sativa var. crispa) – odmiana uprawna sałaty siewnej, gatunku należącego do rodziny astrowatych.

## Morfologia
LiścieFioletowo-zielone lub zielone, pofałdowane liście przypominające dębowe.

## Zastosowanie
- Warzywo: Liście są pikantne, o lekko orzechowym smaku.
- Sztuka kulinarna: Dobrze komponuje się z delikatnymi sosami, łagodnymi serami, grzybami oraz z innymi sałatami, na przykład masłową.
- Jest bardzo nietrwała i trudna w przechowywaniu.